# Хапоэль (футбольный клуб, Иерусалим)
«Хапоэль» Иерусалим (ивр. מועדון כדורגל הפועל ירושלים‎; Moadon hAkaduregel Hapoel Yerushalayim) — иерусалимский футбольный клуб, принадлежащий к спортивному обществу Хапоэль. Существовал 1926 по 2019 и с 2020.
Наиболее высоким достижением для клуба является выигрыш Кубка Израиля в 1973 году, и в том же году клуб стал бронзовым призёром чемпионата Израиля.

## История
Клуб был основан в 1926 году. В 1959 год команда участвовала в чемпионате. В 1960 году завершила сезон 4-м местом в премьер-лиге. В 1973 году клуб выиграл Кубок Израиля после победы в финальном матче против «Акоах» Рамат-Ган, который в конце сезона стал чемпионом. В том же году «Хапоэль» стал бронзовым призёром чемпионата.
В 90-х годах клуб перешёл в частные руки и в 1998 году стал финалистом Кубка Израиля после победы над «Хапоэль» Беэр-Шева и Хайфийским «Хапоэль».
В 2000 году клуб вылетел из Высший лиги и с тех пор не смог вернуться в неё. В 2019 клуб спустился в четвёртую лигу, Лига Гимел, а в августе 2019 был расформирован в связи с долгами которые руководство клуба не смогло погасить. В августе 2020 клуб воссоздан в рамках переменование Хапоэль Катамон.
30 апреля 2021 года «Хапоэль Иерусалим» выиграл у «Секции» Нес Циона, тем самым обеспечив продвижение в премьер-лигу Израиля после 21 года отсутствия в высшем дивизионе.
- Старый логотип
- Эмблема клуба до 2013 года.
- Эмблема клуба, 2013—2020 гг.

## Достижения
- Обладатель Кубка Израиля (1 раз): 1972/1973,
  - финалист Кубка Израиля (3 раз): 1942/1943, 1971/1972, 1997/1998